# Jarrell Sale
Jarrell Sale (ur. 16 września 1984) – samoański piłkarz występujący na pozycji obrońcy. W 2012 roku wziął udział w Pucharze Narodów Oceanii.